# Dena Head
Dena Head, née le 16 août 1970 à Knoxville, dans le Tennessee, est une joueuse et entraîneuse américaine de basket-ball. Elle évolue au poste d'arrière.

## Palmarès
- Troisième du championnat du monde 1994
- Championne des Amériques 1993